# Grafertshofen

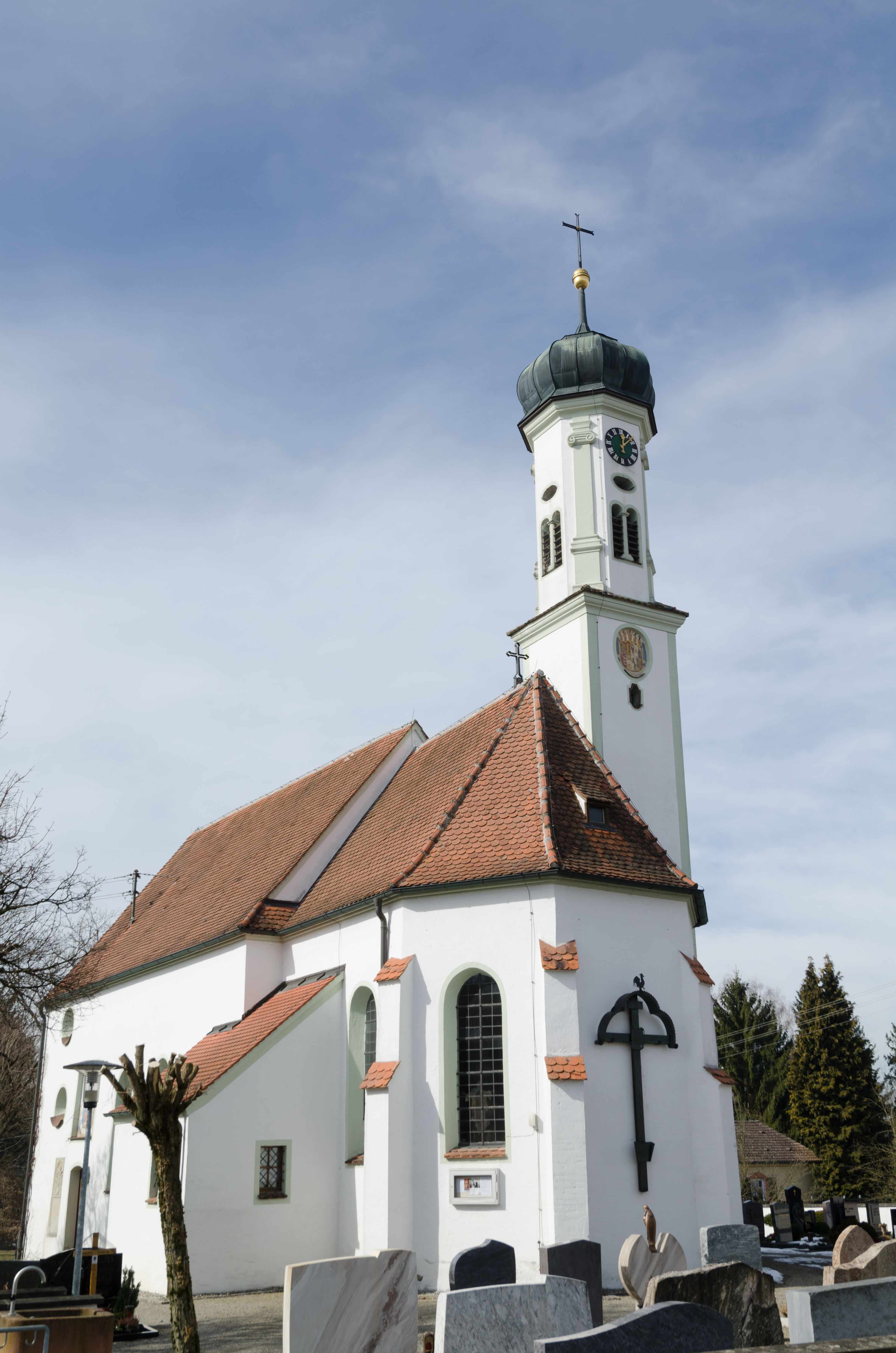
Katholische Filialkirche St. Cyriakus

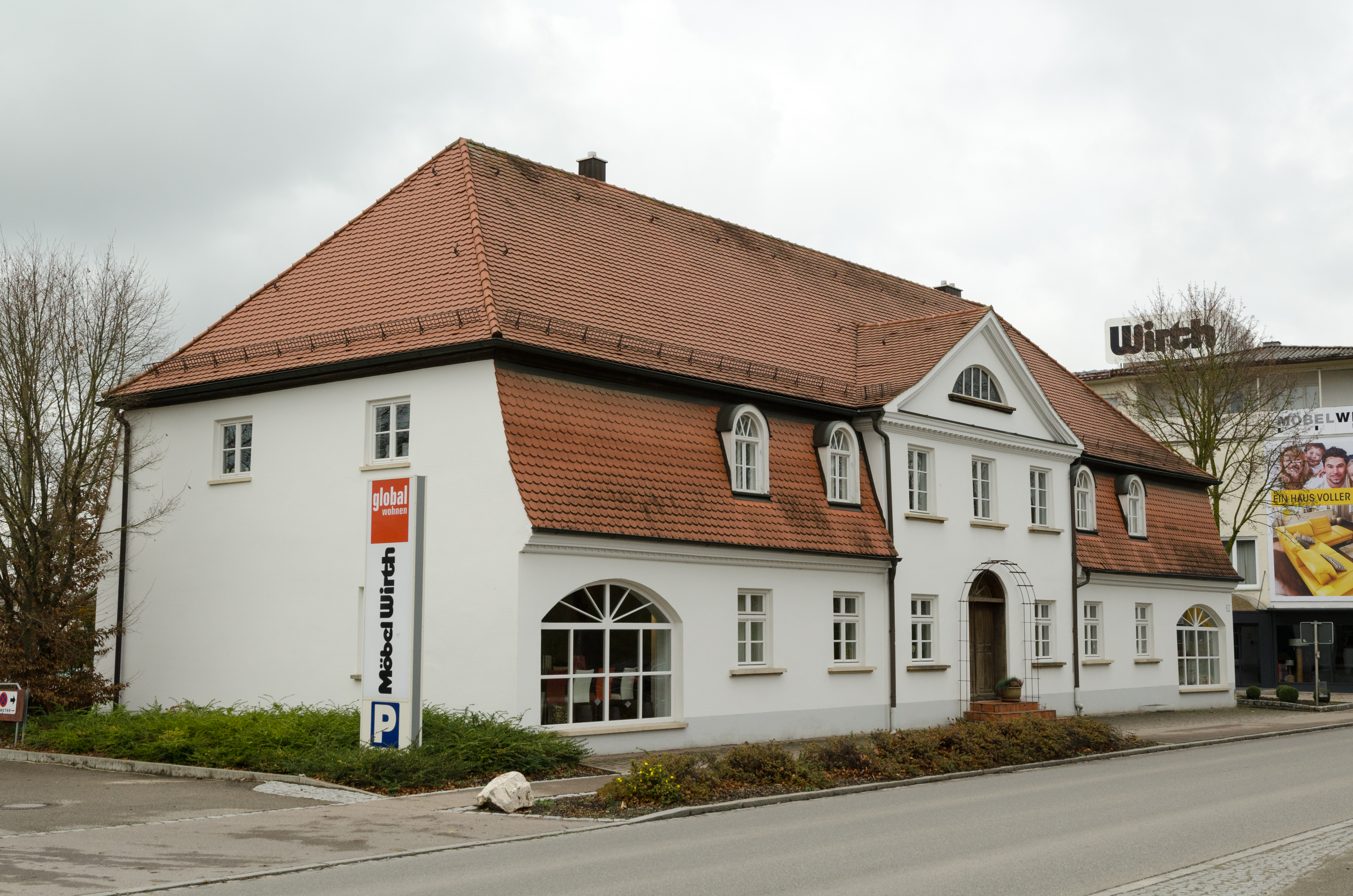
Sogenannten Emigrantenhaus

Grafertshofen ist ein Stadtteil der schwäbischen Stadt Weißenhorn. Das Kirchdorf grenzt direkt im Süden an Weißenhorn an und liegt am rechten Ufer der Roth. Am 1. März 2016 lebten dort 471 Einwohner mit Hauptwohnsitz. Grafertshofen war eine selbstständige Gemeinde und wurde im Zuge der Gebietsreform in Bayern am 1. Juli 1972 in die Stadt Weißenhorn eingegliedert.

## Baudenkmäler
- Ehemalige Schule, zweigeschossiger Walmdachbau von 1819.
- Katholische Filialkirche St. Cyriakus, Saalbau, um 1500, barockisiert 1758; mit Friedhof.
- Sogenanntes Emigrantenhaus, ein ehemaliges Bauernhaus vom Ende 18. Jahrhundert.
- Feldkapelle St. Maria vom Guten Rat, erbaut nach 1823.
- Ehemaliges Bauernhaus, zweigeschossig, mit Wohn- und Wirtschaftsteil, im Kern 1793.

Siehe auch: Liste der Baudenkmäler in Grafertshofen